# Cha Ye-ryun
Cha Ye-ryun (nombre de nacimiento Park Hyun-ho; en hangul 박현호; n. 16 de julio de 1985) es una actriz surcoreana.

## Biografía
En marzo del 2016 comenzó a salir con el actor Joo Sang-woo, la pareja se casó en mayo del 2017. En diciembre del mismo año anunciaron que estaban esperando a su primer hijo, el cual le dieron la bienvenida el 31 de enero del 2018.

## Carrera
El 4 de noviembre de 2019 se unió al elenco principal de la serie Gracious Revenge (también conocida como "Graceful Mother And Daughter"), donde dio vida a Han Yoo-jin, hasta el final de la serie el 27 de marzo de 2020.
Entre mayo y junio de 2022 protagonizó el melodrama diario de KBS2 Gold Mask, con el papel de la nuera de una familia chaebol que debe sufrir el maltrato de sus suegros.

## Filmografía

### Series de televisión
| Año         | Título                    | Personaje                | Cadena | Ref.  |
| ----------- | ------------------------- | ------------------------ | ------ | ----- |
| 2004        | Island Village Teacher    | Haru Island teacher      | SBS    |       |
| 2007        | Bad Love                  | Park Shin-young / Jo Ann | KBS2   |       |
| 2008        | Working Mom               | Go Eun-ji                | SBS    |       |
| 2008        | Star's Lover              | Choi Eun-young           | SBS    |       |
| 2009        | Style                     | Ella misma (cameo)       | SBS    |       |
| 2009        | Invincible Lee Pyung Kang | Kwan Ja-rak              | KBS2   |       |
| 2010        | Dr. Champ                 | Kang Hee-young           | SBS    |       |
| 2011        | Royal Family              | Jo Hyun-jin              | MBC    |       |
| 2013        | Golden Rainbow            | Kim Chun-won             | MBC    |       |
| 2014        | My Lovely Girl            | Shin Hae-yoon            | SBS    |       |
| 2015        | Glamorous Temptation      | Kang Il-Joo              | MBC    |       |
| 2019        | Perfume                   | Han Ji-na                | KBS2   |       |
| 2019 - 2020 | Gracious Revenge          | Han Yoo-jin              | KBS2   |       |
| 2022        | Gold Mask                 | Yoo Soo-yeon             | KBS2   | [ 4 ] |
| 2023        | Battle for Happiness      | Kim Na-young             | ENA    | [ 5 ] |

### Películas
| Año  | Título                              | Personajes       |
| ---- | ----------------------------------- | ---------------- |
| 2005 | Whispering Corridors 4: Ghost Voice | Cho-ah           |
| 2006 | A Bloody Aria                       | In-jeong         |
| 2007 | Muoi: The Legend of a Portrait      | Seo-yeon         |
| 2008 | Do Re Mi Fa So La Ti Do             | Yoon Jung-won    |
| 2009 | Where Are You                       | Eun-young        |
| 2011 | Little Black Dress                  | Soo-jin          |
| 2011 | Sector 7                            | Park Hyeon-jeong |
| 2014 | Plan Man                            | Lee Ji-won       |
| 2014 | The Actress Is Too Much             | Na-bi            |
| 2014 | The Tenor – Lirico Spinto           | Yoon-hee         |
| 2015 | The Chosen: Forbidden Cave          | Hye-in           |
| 2015 | Twin Spirit                         |                  |

### Programas de variedades
| Año  | Título      | Canal | Notas              |
| ---- | ----------- | ----- | ------------------ |
| 2015 | Running Man | SBS   | Invitada - ep. 259 |

### Videos musicales
| Año  | Título     | Artista      |
| ---- | ---------- | ------------ |
| 2003 | "Yet Love" | Jo Jang-hyuk |
| 2010 | "I'm Sorry | M to M       |

## Premios y nominaciones
| Año  | Premio               | Categoría                                       | Trabajo          | Resultado |
| ---- | -------------------- | ----------------------------------------------- | ---------------- | --------- |
| 2019 | 31st KBS Drama Award | Excellence Award, Actress in a Daily Drama      | Gracious Revenge | Ganó      |
| 2020 | 7th APAN Star Award  | Top Excellence Award, Actress in a Serial Drama | Gracious Revenge | Nominada  |